# Liste des maires de Monistrol-sur-Loire
Cet article dresse une liste par ordre de mandat des maires de Monistrol-sur-Loire.

## Liste des maires
| Période | Période  | Identité                                  | Étiquette                       | Qualité                                                |
| ------- | -------- | ----------------------------------------- | ------------------------------- | ------------------------------------------------------ |
| 1790    | 1792     | Joseph-André-Simon Le More de La Gardette |                                 |                                                        |
| 1792    | 1793     | Jean-Mathieu Joubert                      |                                 |                                                        |
| 1793    | 1793     | Jean-Baptiste Soleliac                    |                                 |                                                        |
| 1793    | 1795     | Vital Ollier                              |                                 | Président du district, ancien curé                     |
| 1795    | 1798     | Granouillet-Larouveure                    |                                 | Président du directoire                                |
| 1798    | 1800     | Jean-Antoine Douspis                      |                                 | Président de l'administration municipale               |
| 1800    | 1810     | Basile Manaud                             |                                 | Bourgeois                                              |
| 1810    | 1824     | Jean-Baptiste, comte de Charbonnel        |                                 |                                                        |
| 1824    | 1829     | Jean-André Quioc                          |                                 | Notaire royal                                          |
| 1829    | 1830     | Bertrand de Chabron                       |                                 |                                                        |
| 1830    | 1831     | M. Dubois                                 |                                 | Juge de paix                                           |
| 1831    | 1838     | Claude de Veyrines                        |                                 | Docteur en médecine                                    |
| 1838    | 1847     | Bertrand de Chabron                       |                                 | Général                                                |
| 1847    | 1848     | Hippolyte de Chabron                      | naundorffiste, puis fouriériste | Poète                                                  |
| 1848    | 1848     | Claude de Veyrines                        |                                 |                                                        |
| 1848    | 1858     | Joseph-Jacques, vicomte du Chayla         |                                 |                                                        |
| 1858    | 1865     | Joseph Godegrand-Monnier                  |                                 |                                                        |
| 1865    | 1871     | Alphonse Néron                            |                                 |                                                        |
| 1871    | 1882     | Hippolyte de Chabron                      |                                 | Poète                                                  |
| 1882    | 1892     | Alphonse Néron                            |                                 |                                                        |
| 1892    | 1896     | Émile Néron-Bancel                        |                                 |                                                        |
| 1896    | 1919     | Édouard Néron                             | Fédération républicaine         |                                                        |
| 1919    | 1922     | Pierre Franc                              |                                 | Liquoriste-distillateur                                |
| 1923    | 1925     | Édouard Néron                             | Fédération républicaine         |                                                        |
| 1925    | 1931     | Émile Néron-Bancel                        |                                 |                                                        |
| 1931    | 1939     | André Néron-Bancel                        |                                 | Officier                                               |
| 1939    | 1940     | Édouard Néron                             | Fédération républicaine         |                                                        |
| 1940    | 1944     | André Néron-Bancel                        |                                 | Officier                                               |
| 1944    | 1946     | Camille Pernel                            |                                 | Hôtelier-restaurateur                                  |
| 1946    | 1959     | Jean Guillaumond                          | Gauche indépendante             | Retraité des chemins de fer                            |
| 1959    | 1971     | Jean Vialatte                             | Républicain national            | Secrétaire de la coopérative agricole                  |
| 1971    | 1983     | Georges Boscher                           | DVD                             | Agent d'assurances                                     |
| 1983    | 1988     | Joannès Laval                             | RPR                             | Expert-comptable                                       |
| 1988    | 1989     | Yves Néron-Bancel                         | DVD                             | Ingénieur                                              |
| 1989    | 2008     | Guy Granger,                              | RPR puis UMP                    | Professeur en classes préparatoires Conseiller général |
| 2008    | 2014     | Robert Valour                             | DVG puis PS                     | Professeur des écoles                                  |
| 2014,   | en cours | Jean-Paul Lyonnet,                        | DVD                             | Agriculteur                                            |